# Mashup (musique)
Pour les articles homonymes, voir Mashup.
Sous-genres
Glitch pop
Le mashup — aussi écrit ou appelé mash-up, mash up, mesh, blend, bastard pop/rock ou collage — est un genre musical hybride. Le mashup est une chanson créée à partir d'une ou deux autres chansons pré-enregistrées, habituellement en superposant la partie vocale d'une chanson sur la partie instrumentale d'une autre. Aux États-Unis, cette pratique de transformation d'un contenu original peut aller à l'encontre de la doctrine régie par le fair use.  Le nom de « bootleg » est parfois utilisé comme synonyme de mashup dans le monde des DJ, même si un bootleg se distingue par son caractère illégal.

## Caractéristiques
Le mashup consiste en la création d'une chanson, ou composition musicale, à partir de deux ou plusieurs autres chansons déjà existantes. Généralement, les chansons mashup sont générées par le mélange des parties vocales d'une première chanson avec la partie musicale d'une seconde. Le mashup se distingue du pot-pourri (medley en anglais), ce dernier consistant à enchaîner de façon continue deux ou davantage de morceaux différents. Un titre mashup peut être conçu par un compositeur ou par un disc jockey (DJ) qui va mixer les parties a cappella ou instrumentale d'un titre original à un autre en calant le tempo. 
Avant publication, certains artistes et groupes, par exemple Jay-Z, autorisent la commercialisation de leurs morceaux en version a cappella, le plus souvent sur des EP ou des CD singles promo dont la diffusion, d'abord réservée aux DJ des radios FM, s'est considérablement élargie grâce à Internet[réf. nécessaire]. Les versions instrumentales sont plus courantes, surtout sur les singles et parfois les albums. 
Du côté amateur, une technique d'extraction d'a cappella consiste, au moyen d'un logiciel de musique assistée par ordinateur comme Audacity ou Cool Edit Pro, et nécessitant la version instrumentale du morceau, à superposer celle-ci à la version vocale avec une grande précision, tout en lui appliquant une inversion de phase,.
Les mashups sont également effectués d'une manière humoristique, comme ceux des Robins des Bois avec un mélange du titre La bombe humaine de Téléphone sur l'air du titre Il jouait du piano debout de France Gall. Très souvent[réf. nécessaire], le titre des mashups (remixes) combine le nom des différents artistes impliqués, séparés par l'abréviation vs. (versus, employé en anglais dans les confrontations sportives entre autres), ou bien un mélange des différents noms (par exemple prénom de l'un et nom de famille de l'autre), suivi d'un mélange des deux titres originaux qui tient parfois du jeu de mots.

## Histoire
Le mashup trouve son origine dans la capacité et le penchant de certains musiciens à recycler toute forme de musique, notamment à travers l'échantillonnage sonore (sampling) dans le hip-hop, ou simplement la reprise chez certains groupes. Il existe aussi des pratiques telles que le pot-pourri (medley), surtout pratiqué durant les années 80 par les disc jockeys de radios, qui consiste à compiler plusieurs morceaux d'un même artiste (ou pas).
Historiquement, la reprise du titre des Beatles You Can't Do That par Harry Nilsson sur son album Pandemonium Shadow Show sorti en 1967, dans laquelle des passages d'au moins  15 titres différents de ces derniers se trouvent intégrés, est considérée pour beaucoup comme l'ancêtre du mashup. 
Inspiré du mashup, le nom du groupe Pop Will Eat Itself est repris d'un article du New Musical Express sur le groupe Jamie Wednesday, écrit par David Quantick, proposant une théorie selon laquelle la musique pop recycle en elle les mêmes idées en continu, la chanson pop parfaite pouvant être composée en mélangeant chacune des meilleures idées du genre, d'où le nom de Pop Will Eat Itself.
Le mouvement mashup regagne en popularité en 2001 avec la publication de 2 Many DJs et As Heard on Radio Soulwax part. 2, des frères Dewaele de Soulwax, qui mêlent 45 différentes chansons ; la même année, un remix du titre Genie in a Bottle de Christina Aguilera est publié par Freelance Hellraiser, mêlant le titre original de la chanteuse avec des morceaux de guitares issus du titre Hard to Explain du groupe The Strokes et intitulé A Stroke of Genie-us. Aux alentours de 2001 et 2002, le blog Boomselection est lancé et publiera des centaines, voire des milliers, de bootlegs à travers le monde. Quelques années plus tard, le blog est mis hors-service mais vite remplacé par un site nommé Mashuptown au début de 2005, et actuellement la plus grande source connue de mashups sur Internet.

## Mashups notables
- Si vous ne connaissez pas le sujet, laissez ce bandeau (vous pouvez alors contacter les auteurs).
- Si vous supprimez le contenu mis en cause (vous pouvez préalablement contacter les auteurs),

argumentez précisément cette suppression dans la page de discussion
(un manque de référence n'est pas un argument ; une recherche réelle de référence doit avoir été effectuée, être formellement documentée).
Dans les quelques faits d'armes du mashup ou apparentés au mashup :
- Pink Project (groupe Italo disco formé de Stefano Pulga, Luciano Ninzatti, Matteo Bonsanto et Massimo Noè) - Disco Project : paroles et solo de guitare d'Another Brick in the Wall (Part II) des Pink Floyd sur la musique de Mammagamma (et Sirius pour l'intro) de The Alan Parsons Project (en 1982, considéré comme le premier mashup de l'histoire).
- Club House - Do It Again (en 1983 ; paroles de Do It Again de Steely Dan sur la musique de Billie Jean de Michael Jackson)
- Toca's Miracle de Fragma : Toca Me de Fragma et I Need a Miracle de Coco Star.
- Manu Chao - Bongo Bong (sur l'album Clandestino : paroles de King of The Bongo de son ancien groupe La Mano Negra, sur sa musique de Je ne t'aime plus)
- Madonna - Music Inferno (les paroles de Music sur la musique Disco Inferno de The Trammps de la bande originale de La Fièvre du samedi soir (Saturday Night Fever)) et Into The Hollywood Groove (paroles de Hollywood sur la musique de Into the Groove).
- Harvey Milk : Hollywood express, un mashup entre Hollywood (paroles) et Midnight Express de Giorgio Moroder (musique)
- Dannii Minogue - Don't Wanna Lose This Groove (paroles de Don't Wanna Lose This Feeling sur la musique d’Into the Groove de Madonna)
- Mouse T vs. Dandy Warhols - Horny As a Dandy : paroles de Horny' 98 de Mouse T vs Hot'N'Juicy sur la musique de Bohemian Like You des Dandy Warhols (produit par Loo & Placido). Un des rares mashup sorti sur un label officiel.
- Tom Jones - Black Betty (paroles de Ram Jam sur la musique de Last Night a DJ Saved My Life d'Indeep)
- 2 Many DJ's : As Heard on Radio Soulwax Pt. 2, premier véritable album de mashups officiellement sorti, qui a nécessité 4 ans pour « clearer » totalement les droits de tous les morceaux impliqués. Depuis, Girl Talk avec Night Ripper ou Mark Vidler aka. GoHome Productions avec Mashed ont réussi à sortir un album de façon officielle.
- Danger Mouse : sur le The Grey Album, paroles du Black Album de Jay-Z sur des samples de l'album blanc des Beatles
- Dean Gray : en fait constitué par Party Ben et Team 9 avec l'album American Edit qui ont détourné American Idiot de Green Day.
- Beatallica : paroles des Beatles sur des musiques de Metallica
- Delpech Mode : paroles de Michel Delpech sur la musique de Depeche Mode
- Bong-Ra, Shitmat, Enduser, Toecutter, Rotator... : parmi les mouvances rave ou breakcore.
- Untouchable, de Tupac Shakur et The Payback de James Brown pour la bande originale du film Django Unchained de Quentin Tarantino
- Summer 2015, du groupe L.E.J.
- George Michael : mashup Killer (chanson de Seal) / Papa Was a Rollin' Stone (The Temptations) en concert (album Five Live - 1993)
- The Notorious xx en 2010
- Mylène Farmer : Fuck them All mixé avec C'est dans l'air à son concert Live 2019
- Les Frères Jacquard: Killing in the name of the bambou  Paroles de Phillipe Lavil (Il tape sur des bambous), musique de Rage Against the Machine (Killing in the name).

Du côté des DJ, certains remixes sont publiés en single (souvent sous forme de white labels) :
- Stuntmasterz - The Lady Boy Is mine (les paroles de The Boy Is Mine de Brandy & Monica sur la musique de Modjo - Lady (Hear Me Tonight).
- LMC vs U2 - Take Me to the Clouds Above (en) (sample d'une partie des paroles d' How Will I Know de Whitney Houston sur la musique de With or Without You de U2).
- Mad'House : Like a Prayer : Madonna vs Black Legend (You See The Trouble With Me)
- Mylo vs Miami Sound Machine - Doctor Pressure (voix de Doctor Beat de Miami Sound Machine (chanté par Gloria Estefan) sur la musique de Drop The Pressure de Mylo).
- David Guetta vs. The Egg - Love Don't Let Me Go (Walking Away)
- Mason vs. Princess Superstar - Perfect (Exceeder) (paroles de Perfect de Princess Superstar sur la musique Exceeder de Mason)
- Meck feat Dino - Feels Like a Prayer (mashup entre Feels Like Home d'eux-mêmes et Like a Prayer de Madonna
- Alex Gaudino feat Crystal Waters : Destination Calabria, paroles de Destination Unknown d'Alex Gaudino sur la musique de Calabria (Calabre en italien) de Rune
- Tim Berg - Seek Bromance (paroles Love U Seek de Samuele Sartini featuring Amanda Wilson sur la musique Bromance de Tim Berg)
- Steve Angello feat. Laidback Luke vs. Mobin Master - Show Me Love, sorti en 2008, cette chanson est à ce jour le plus grand succès commercial des deux DJ : association de Be de Steve Angello et Laidback Luke et de la reprise de Show Me Love du groupe Mobin Master.
- P4F (Propaganda for Frankie) : mashup P:Machinery de Propaganda / Relax de Frankie Goes To Hollywood (1986)